# (32151) 2000 LX31
2000 LX31 (asteroide 32151) é um asteroide da cintura principal. Possui uma excentricidade de 0.18432050 e uma inclinação de 2.79696º.
Este asteroide foi descoberto no dia 5 de junho de 2000 por LONEOS em Anderson Mesa.